# Chavanay
Chavanay – miejscowość i gmina we Francji, w regionie Owernia-Rodan-Alpy, w departamencie Loara.
Według danych na rok 1990 gminę zamieszkiwało 2 071 osób, a gęstość zaludnienia wynosiła 138 osób/km² (wśród 2880 gmin regionu Rodan-Alpy Chavanay plasuje się na 422. miejscu pod względem liczby ludności, natomiast pod względem powierzchni na miejscu 770.).